# 琴泰岬半島
55°30′N 5°35′W / 55.500°N 5.583°W

紅色部分是琴泰岬半島

琴泰岬半島（英語：Kintyre）是位於蘇格蘭西部阿蓋爾-比特西南部的一個半島。琴泰岬半島南北狹長，東西最寬處也只有11英里（18公里），南北長30英里（48公里）。半島的南部尖端是琴泰岬。島上最大城市是坎貝爾城。這裡是是蘇格蘭著名的威士忌產地。

## 另見
- 琴泰岬規則